# Le Mesnil-Fuguet
Le Mesnil-Fuguet település Franciaországban, Eure megyében. Lakosainak száma 197 fő (2022. január 1.). Le Mesnil-Fuguet Aviron, Sacquenville és Tourneville községekkel határos.

## Népesség
A település népességének változása:
| Lakosok száma | 72   | 179  | 195  | 198  | 177  | 175  | 171  | 177  | 180  | 197  |
|               | 1968 | 1982 | 1990 | 2006 | 2013 | 2015 | 2017 | 2019 | 2020 | 2022 |